# 少岗乡
少岗乡（藏語：ས་ཕུད་སྒང་），是中华人民共和国西藏自治区日喀则市康马县下辖的一个乡镇级行政单位。

## 行政区划
少岗乡下辖以下地区：
朗巴村、少岗村、满则村和达修村。